# Grabowski (Adelsgeschlecht)

Wappen derer von Götzendorf-Grabowski

Grabowski bzw. Götzendorf-Grabowski, auch Grafen v. Grabowski, ist der Name eines alten pommerellischen Adelsgeschlechts.

## Geschichte
Ältester bekannter Vorfahr ist Benjamin Grabowski, Comes auf Grabowo (heute Grabowo Królewskie) und Palatin von Posen, der im Jahr 1230 das Zisterzienserkloster in Filehne (heute Wieleń) stiftete. Mit Bartholomäus von Graboski siedelte im Jahr 1283 ein Teil der Familie nach Miskolecz an der Theiß in Ungarn über.
Stephan von Grabowski, Haupt des in Pommerellen verbliebenen Zweiges, wurde im Jahr 1354 vom Hochmeister des Deutschen Ordens Winrich von Kniprode mit der Herrschaft Götzendorf belehnt und führte seit dieser Zeit den Beinamen von Götzendorf. Preußischer Grafenstand am 19. September 1786 für Peter von Grabowski-Götzendorf, der jedoch ohne Nachkommen blieb. Erneuter preußischer Grafenstand am 10. September 1840 für Joseph Ignaz und Joseph v. Grabowski-Götzendorf nach dem Recht der Erstgeburt.

## Wappen

### Stammwappen
In Blau ein die Hörner nach oben kehrender goldener Halbmond, welcher von einem aufrecht stehenden Schwert durchbohrt wird, welches oben an der Spitze und zu jeder Seite von einem goldenen Sterne begleitet ist (Wappenfamilie Zbiszwicz).

### Gräfliches Wappen

Wappen der Grafen von Grabowski

Ein gevierter Schild mit Mittelschild. Im blauen Mittelschild ein die Hörner nach oben kehrender goldener Halbmond, welcher von einem aufrechtstehenden Schwert durchbohrt wird, welches oben an der Spitze und zu jeder Seite von einem goldenen Sterne begleitet ist (Wappenfamilie Zbiszwicz). 1 in Blau über einem goldenen Stern ein gestürzter goldener Halbmond, auf welchem ein Kreuz steht, dessen oberster, sowie der rechte und linke Arm ebenfalls gekreuzt ist (Korybut); 2 in Roth drei (2 und 1) silberne, mit den Haken nach oben gekehrte Anker (Turno); 3 in Roth sechs silberne, in zwei Reihen schrägrechts gegeneinander gestellte Lilien (Wierzbno); und 4 in Roth eine silberne rund gelegte Kopfbinde, deren Enden unten mit einem Knoten zusammengezogen sind (Nałęcz). Den Schild bedeckt die Grafenkrone.

## Bekannte Familienmitglieder
- Michael-Casimir von Grabowski (gestorben 1686), Rittmeister, Mitglied des Generallandesrates von Preußen, Castellan von Culm (heute Chełmno), Stifter des Bernardiner-Klosters zu Jacobsdorf
- Adam Stanislaus von Grabowski (1698–1766), Fürstbischof von Ermland
- Johann Michael von Grabowski (1690–1770), Truchseß von Brazlaw, Schwertherr von Preußen, Unterkämmerer von Pommern, Abgeordneter zum Krontribunal, Castellan von Danzig und Elbing
- Adam Matthias von Grabowski (1739–1792), Starost von Leipen, Abgeordneter zum Krontribunal, königlich-polnischer Generalmajor
- Ferdinand von Grabowski (1787–1861), preußischer Generalleutnant